# Військова пошта

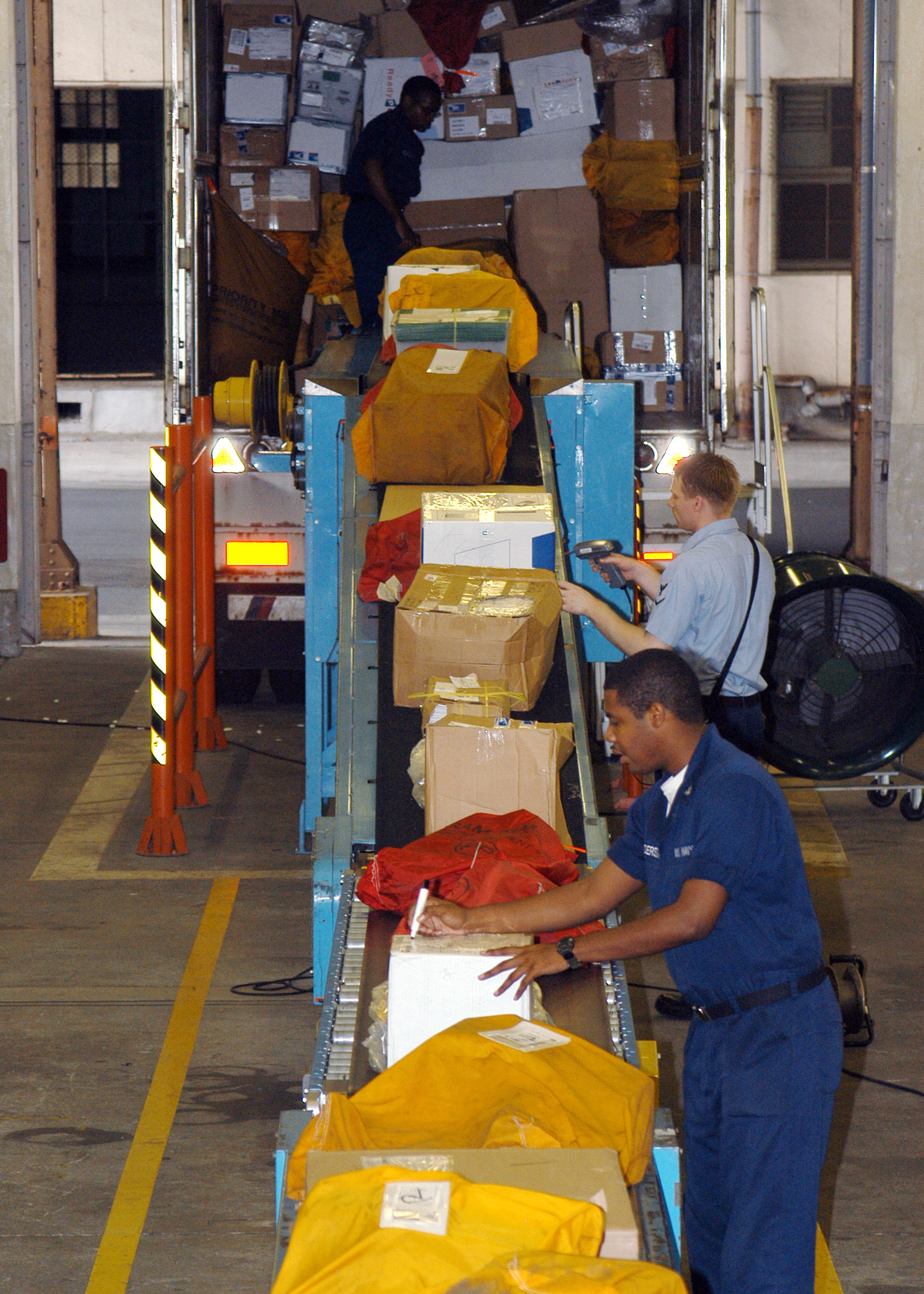
Моряки ВМС США сортують пошту у поштовому центрі флоту Йокогама

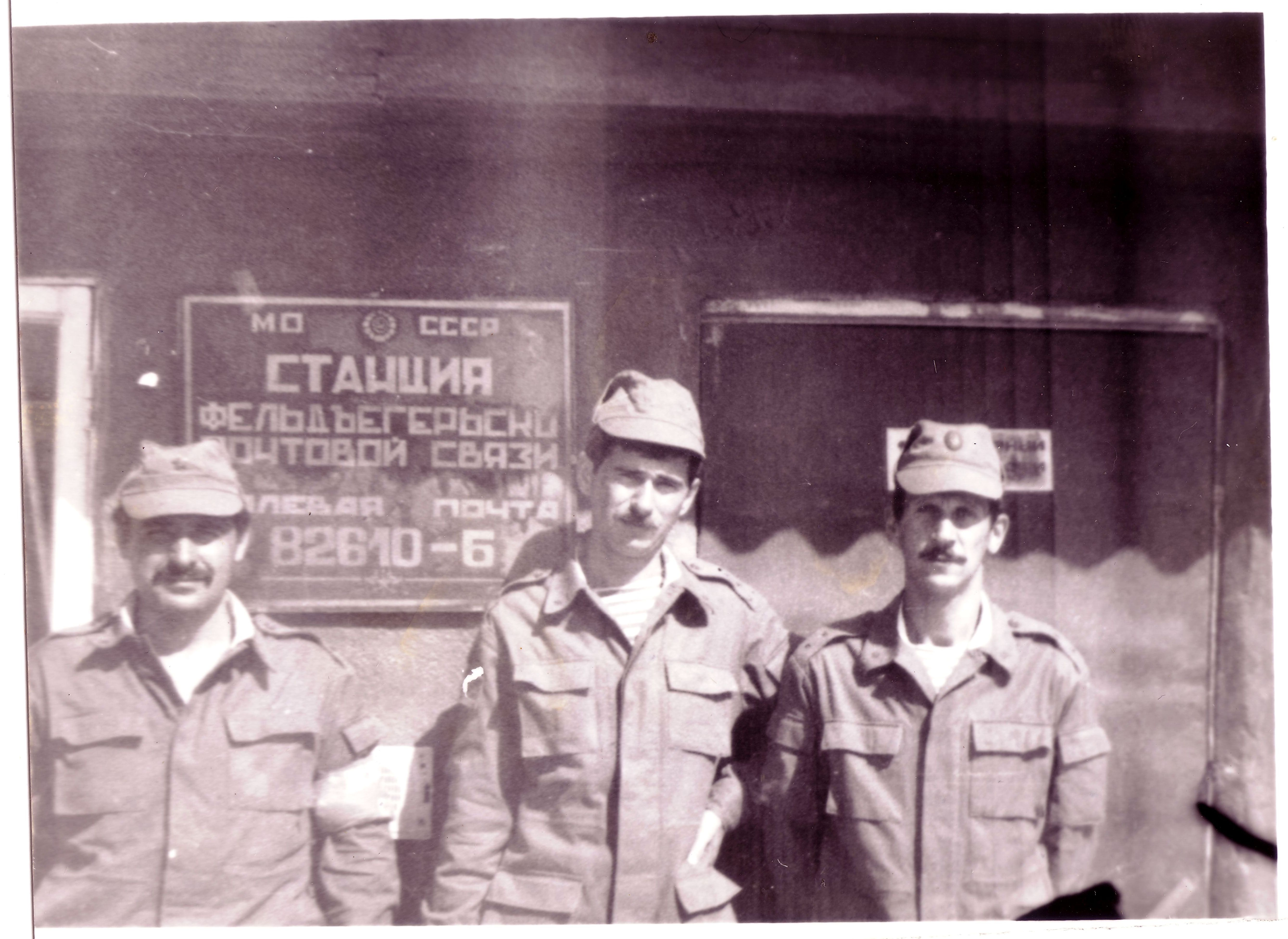
Станція поштового зв'язку. Польова пошта 82610-Б Обмеженого контингенту радянських військ в Афганістані (Кабул, 1987)

Польова пошта — вид поштового обслуговування у військових частинах в мирний час, організованого замість поштового зв'язку через звичайні державні поштові відомства.
Різновидом польової пошти є військово-польова пошта — поштовий зв'язок, що встановлюється в діючій армії в умовах ведення бойових дій.
Зазвичай при військових частинах в різних країнах світу організовується мережа поштових установ, які мають польові поштові номера. Листи від цивільного населення, з тилу або з інших військових частин надсилаються виключно на польовий поштовий номер частини.
Найчастіше у воюючих країнах у XX столітті пересилання простих листів та поштових карток з фронту і на фронт здійснювалося безкоштовно.

## Приклади
- Австрія
  - Feldpost
- Велика Британія
  - British Forces Post Office
- Індія
  - Army Postal Service
- Канада
  - Canadian Forces Postal Service, Canada Post[1][2]
- Німеччина
  - Feldpost
- Польща
  - Poczta Polowa
- Сербія
  - Vojna Pošta (VP)
- США
  - Army/Air Force Post Office (APO)
  - Fleet Post Office (FPO)
  - Diplomatic Post Office (DPO)
- Фінляндія
  - Kenttäposti
- Франція
  - Bureau Postal Interarmées
- Швейцарія
  - Feldpost
- Швеція
  - Fältpost